# Museu de Arte Popular da Paraíba
O Museu de Arte Popular da Paraíba (MAPP), também conhecido como Museu dos Três Pandeiros, está localizado às margens do Açude Velho na cidade brasileira de Campina Grande, estado da Paraíba. Projetado pelo arquiteto Oscar Niemeyer, sendo sua última obra, o museu faz parte da Universidade Estadual da Paraíba (UEPB). Foi inaugurado no dia 13 de dezembro de 2012. Aberto ao público desde o dia 10 de junho de 2014, o museu acolhe trabalhos dos mais talentosos artistas paraibanos, como Sivuca, Jackson do Pandeiro, Marinês, Elba Ramalho, entre outros. Cada uma das três estruturas circulares remete a um determinado gênero de arte.
MAPP é um complexo de exposição e de captação de acervo documental da música, do artesanato, da cantoria, da literatura de cordel, e da xilogravura, em Campina Grande. Dispondo como premissas criar, valorizar e salvaguardar a cultura popular da Paraíba, o Museu teve suas obras concluídas em dezembro de 2012, por meio de sua gestora, a UEPB. Mais que espaço contemplativo, ancorado às margens do Açude Velho, também é chamado pela população de "Museu dos Três Pandeiros", por conta da sua forma, configura-se como um centro de estudos e documentação da cultura nordestina, especialmente a paraibana.
Assim, a Universidade, que possui como meta o ensino, a pesquisa e a extensão, tem no Museu a convergência desses valores, através do envolvimento de professores, estudantes e da comunidade, com programas que atendem estudos relacionados às várias faces da cultura popular, daí a decisão em estender as ações além das artes manuais, incorporando à sua atividade a música e a literatura, nos diferentes aspectos da sua economia material e imaterial, apresentadas em exposições, publicações, cursos e encontros, práticas e experiências, num espaço de bela e instigante arquitetura, que emociona e presenteia o olhar de quem o frequenta.
Localizado sobre uma praça, o Museu enfeita uma borda do Açude, e teve sua arquitetura pensada de modo a não prejudicar a visão do espelho d'água. Composto por três edificações suspensas, a leveza do conjunto destaca sua plasticidade e funciona como uma escultura que pode ser contemplada de todo o perímetro do Açude. Os blocos cilíndricos envidraçados são ligados por uma plataforma e das diversas partes da edificação podem ser admirados tanto o maior cartão postal da cidade quanto seu entorno, o que compõe uma atração a mais para o visitante. 

## Acervo
O MAPP conta com acervo inicial avaliado em R$ 50 mil. A estrutura dedicada à música atualmente presta uma homenagem a Jackson do Pandeiro, com fotos, objetos e materiais audiovisuais. No espaço também há painéis com referências a outros importantes músicos paraibanos, a exemplo de Sivuca e Marinês, além do registro de mais de 300 nomes de  artistas. 

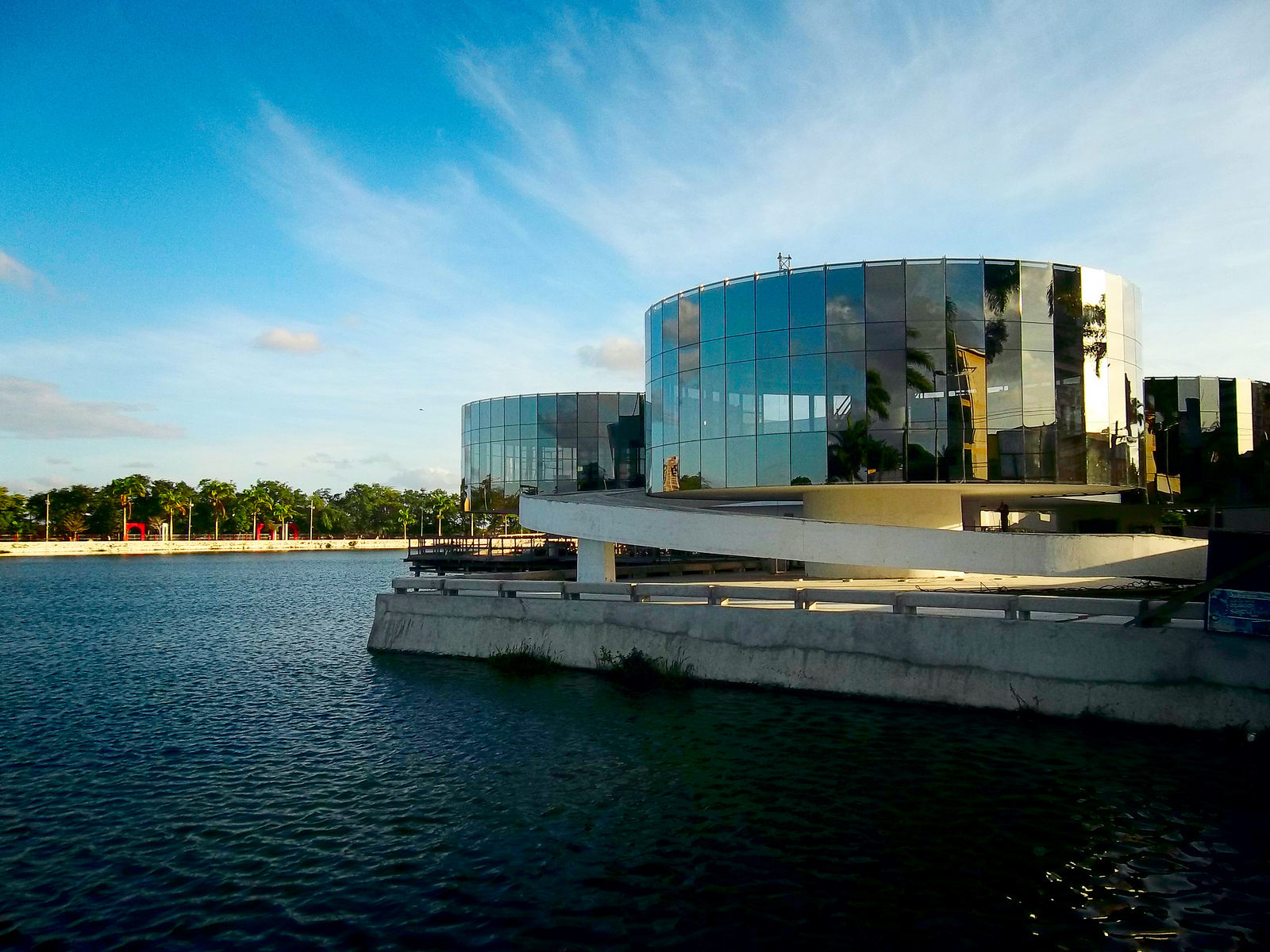

Para compor o acervo musical do MAPP, foram catalogadas ainda 5 mil músicas, das quais 420 apenas de Jackson do Pandeiro, disponíveis para audição do público em um espaço multimídia, reservado à audição de toda a obra disponível e também para a visualização de imagens relacionadas aos artistas. Dessa forma, áudios, vídeos, imagens, objetos e documentos relevantes desses homens e mulheres que compõem com maestria a tradição da música paraibana encontram no MAPP a devida guarida, ordenamento e zelo, permitindo a continuada preservação desse vigoroso patrimônio musical local, ancorado na partilha do conhecimento como impulso aos avanços e transformações.
Já os objetos expostos na área de Artesanato representam uma parte do vasto universo dessa criatividade, entre elas a arte das cerâmicas, dos rendilhados, das madeiras, dos teares e cordoaria, do metal da funilaria e da forja, do couro e sua peleteria, da vegetação com suas fibras, das tinturas e resinas, de tudo que possa ter servido no passado à sobrevivência e ao conforto do povo sertanejo, do brejeiro e do litorâneo, seus festejos, suas crenças, brincadeiras, adornos, enfim, a tradição da arte manual que se incorpora ao mundo atual, não apenas como mercadoria, mas como legítima herança da cultura paraibana. Na imensa gama de artigos à disposição podem ser vistos primorosos trabalhos de artistas como Chico Ferreira, Nenê Cavalcanti, Maria dos Mares e Tota.

## Literatura de Cordel
Na sala de Cordel e Xilogravura, o MAPP convida os visitantes a um passeio histórico e cultural  em torno da cultura nordestina, berço da civilização ibérica no Brasil, com suas influências mouras e judaicas. Através de uma seleção de folhas soltas, folhetos de cordel, almanaques e xilogravuras, presentes no Acervo Biblioteca de Obras Raras Átila Almeida da UEPB (Boraa), considerada a maior coleção de cordel da América Latina, é possível acompanhar as narrativas poéticas de fatos e histórias da vida cotidiana e do imaginário do povo do Nordeste. Figurões desses gêneros artísticos, a exemplo de Romano do Teixeira, Pinto do Monteiro, José Alves Sobrinho, Zaira Dantas, Oliveira de Panelas, Manoel Monteiro, João Martins de Athayde e Josafá de Orós, estão ao alcance das mãos.

## Estrutura
A obra ocupa 972 metros quadrados de área construída e se destaca pelos traços ousados tendo uma área construída de 25 metros dentro do espelho d’água do Açude Velho. É a última edificação contemporânea finalizada assinada em vida pelo arquiteto Oscar Niemeyer.
O engenheiro responsável pelo projeto estrutural do Museu foi José Benício da Silva Filho, ex-professor da Engenharia Civil na Universidade Federal da Paraíba Campus II (hoje, Universidade Federal de Campina Grande).
O Complexo é apelidado de Museu dos Três Pandeiros por causa do formato circular das suas três salas de exibições.